# Saint-Quentin-le-Verger
Saint-Quentin-le-Verger é uma comuna francesa na região administrativa do Grande Leste, no departamento de Marne. Estende-se por uma área de 10.63 km², e possui 120 habitantes, segundo o censo de 2018, com uma densidade de 11 hab/km².